# Phare de Fårö
Le phare de Fårö (en suédois : Fårö fyr) est un phare situé sur l'île de Fårö au nord de l'île de Gotland, appartenant à l'unique commune de Gotland, dans le Comté de Gotland (Suède).
Le phare de Fårö est inscrit au répertoire des sites et monuments historiques par la Direction nationale du patrimoine de Suède .

## Histoire
Ce phare a été érigé sur l'extrémité nord-est de l'île de Fårö, elle-même située au nord de Gotland. Au XIXe siècle, il y avait eu de nombreuses plaintes des autorités maritimes sur le fait que les côtes de Gotland avaient très peu de phares. La décision a donc été prise d'en construire une sur le côté nord de Gotland. Ce phare a été construit un an après celui d'Hoburgen (en) à l'extrémité sud de Gotland.
La lumière a d'abord fonctionné avec une lampe à huile de colza. En 1882, une lampe au kérosène la remplaça et, en 1953, le phare fut électrifié. De 1891 à 1976, la lanterne fut dotée d'une lentille de Fresnel de premier ordre qui rendit le phare très puissant. Elle fut remplacée par une de quatrième ordre avec une lampe de 1.000 W. En 1992, le phare fut équipé d'un radiophare. Il est maintenant télécommandé, depuis 1976, par l'administration maritime suédoise.

## Description
Le phare  est une tour cylindrique de 30,3 mètres de haut, avec une galerie et une lanterne. Le phare est peint en blanc et la maison des gardiens est toujours présente à côté. Son feu isophase émet, à une hauteur focale de 30,6 mètres, un éclat blanc et rouge et selon différents secteurs toutes les 8 secondes. Sa portée nominale est de 16.5 milles nautiques (environ 28 km) pour le feu blanc et 13.5 milles nautiques pour le feu rouge.
Identifiant : ARLHS : SWE-011 ; SV-4117 - Amirauté : C7162 - NGA : 9844 .

## Caractéristique dufeu maritime
Fréquence : 8 secondes (W-R)
- Lumière : 4 secondes
- Obscurité : 4 secondes

|          |
| Le phare |

|          |
| Le phare |

### Lien connexe
- Liste des phares de Suède